# Marie Epstein
Marie-Antonine Epstein, (Varsóvia, 14 de agosto de 1899 — Paris, 24 de abril de 1995), nome completo de Marie Epstein foi uma atriz, roteirista e diretora franco-polonês.
Ao lado de Henry Langlois, foi uma das fundadoras da Cinemateca Francesa, com a qual colaborou até os últimos anos de sua vida. Seus roteiros e os filmes que co-dirigiu com Jean Benoît-Levy abordam, em imagens poéticas e de alta qualidade técnica, temas relacionados a crianças em situação de pobreza e às difíceis condições de vida das mulheres de classes sociais menos favorecidas. Sua atuação como co-diretora contribuiu para que esses temas fossem tratados a partir de uma perspectiva essencialmente feminista. O mais conhecido entre seus filmes é La Maternelle, co-dirigido com Benoît-Levy.

## Filmografia

### Diretora
1953 : A Grande Esperança

### Co-diretora, com Jean Benoît-Lévy
1928 : Âmes d'enfants
1928 : Peau de pêche
1929 : Maternité
1931 : Coração de Paris
1933 : La Maternelle
1934 : Itto
1936 : Hélene
1937 : La Mort du cygne
1938 : Altitude de 3.200
1939 : Le Feu de paille (ou L'Enfant prodige)

### Assistente de direção
1923 : Cœur fidèle (de Jean Epstein) 
1952 : Agência de casamento (de Jean-Paul Le Chanois)
1952 : O congresso de dança (de Jean Benoît-Lévy) 
1952 : Dois mestres para um farsante (de Jean Benoît-Lévy)
1952 : O punhal (curta-metragem) (de Jean Benoît-Lévy) 
1952 : Sob as pontes (curta-metragem) (de Jean Benoît-Lévy) 

### Roteirista
1923 : Cœur fidèle (de Jean Epstein)
1924 : L'Affiche (de Jean Epstein)
1925 : Le double amour (de Jean Epstein)
1927 : Six et demi onze (de Jean Epstein) 
1937 : Vive la vie (de Jean Epstein) 
1958 : Amor Impossível (de Henri Aisner e Vladimir Voltchek) 
Atriz 1923 : Cœur fidèle (de Jean Epstein) 

### Participação
1995 : Cidadão Langlois (de Edgardo Cozarinsky) 
2004 : O Fantasma de Henri Langlois (de Jacques Richard) 